# Старый город (Гданьск)

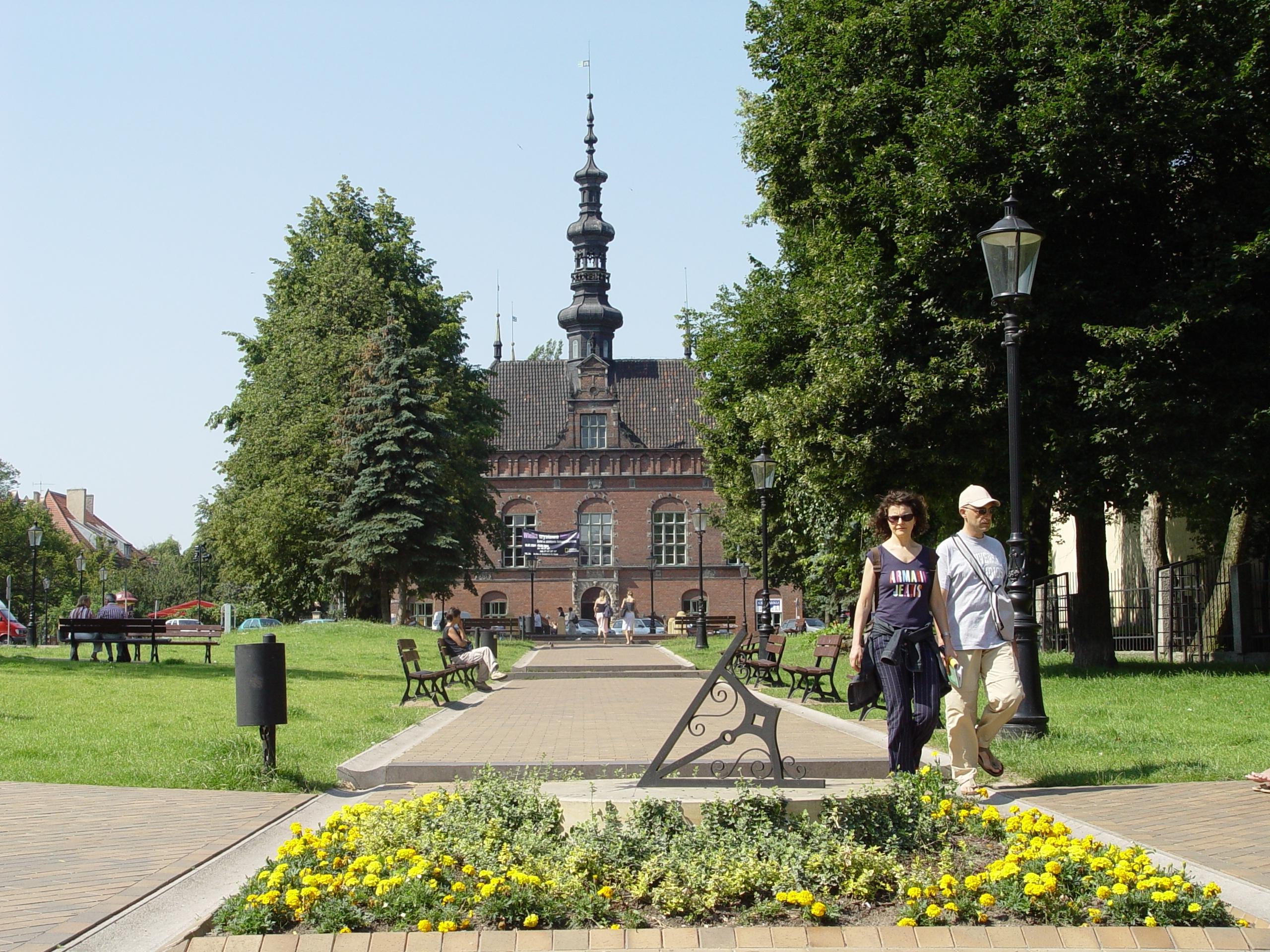
Старая ратуша.

Старый город в Гданьске (пол. Stare Miasto) — часть города с архитектурой, свойственной до Второй мировой войны вольному городу Данцигу.
После Второй мировой войны в Гданьске сохранилось несколько старых зданий, большинство было разрушено или сильно повреждено. Историческая часть города (XIII-XVII вв), где находились основные памятники и строения, была восстановлена согласно довоенному виду.
Наиболее известные сооружения Старого Гданьска:
- Церковь Святой Марии
- Старая ратуша
- Дом Опатов
- Большая и малая мельницы
- Церковь Святой Бригиды
- Церковь Святого Иакова
- Памятник оборонцам Гданьского отделения Польской почты
- Памятник Яну III Собескому

Старый город наряду с Главным городом является основным туристическим аттракционом Гданьска.
В Старом городе Гданьска проходили съёмки советского фильма 1976 года «Легенда о Тиле».